# Саулюс Шальтяніс
Са́улюс Шальтя́ніс (лит. Saulius Šaltenis; нар. 24 грудня 1945, Утена) — литовський прозаїк, драматург, кіносценарист; міністр культури Литви (1996—1999); лауреат Республіканської премії 1973.

## Життєпис
Навчався на філологічному факультеті Вільнюського університету (1963—1964), два роки відбував примусову повинність у більшовицькій армії.
1969—1972 — працював на Литовській кіностудії у редакційній колегії сценаріїв. Член Спілки письменників Литви.
1988—1990 — член Сейму Саюдісу.
1989 разом з Арвідасом Юозайтісом та Саулюсом Стомой заснував щотижневу культурологічну газету „Šiaurės Atėnai“ («Північні Афіни») і у 1990—1994 був її редактором. 1990—1992 сігнатор Акту відновлення незалежності Литви.
1994—1996 був головним редактором щотижневої газети „Lietuvos aidas“ («Відлуння Литви»).
У 1992—1996 та 1996—2000 роках член Сейму Литви.
1996—1999 — міністр культури під час правління Ґядімінаса Вагнорюса.
До 2000 був членом Литовських християнських демократів (Консерватори Литви), був віце-головою партії.

## Творчість
Дебютував в літературі у 1961.. Автор оповідань, повістей, романів, п'єс. За його сценаріями поставлена кінострічка «Чоловіче літо» („Vyrų vasara“, 1970, «Геркулес Мантас» („Herkus Mantas“, 1972), «Горіховий хліб» („Riešutų duona“; 1977) та інші.

## Книжки
- Atostogos: apsakymai. Vilnius: Vaga, 1966.
- Riešutų duona; Henrikas Montė: apysakos. Vilnius: Vaga, 1972.
- Duokiškis: apysaka. Vilnius: Vaga, 1977.
- Škac, mirtie, škac!; Jasonas: pjesės. Vilnius: Vaga, 1978.
- Atminimo cukrus: apsakymai ir apysaka. Vilnius: Vaga, 1983.
- Apysakos. Vilnius: Vaga, 1986.
- Lituanica; Duokiškio baladės: pjesės. Vilnius: Vaga, 1989.
- Kalės vaikai: romanas. Vilnius: Vaga, 1990; Žaltvykslė, 2006.
- Pokalbiai prieš aušrą: publicistika. Vilnius: Lietuvos aidas, 1995.
- Riešutų duona: apysakos ir apsakymai (sudarė Kęstutis Urba). Kaunas: Šviesa, 2003.
- Pjesės (parengė A. Iešmantaitė). Vilnius: Žaltvykslė, 2006.
- Proza: novelės ir apysakos (parengė Agnė Iešmantaitė). Vilnius: Žaltvykslė, 2006, 2007.
- Demonų amžius: proza ir dramaturgija. Vilnius: Tyto alba, 2014.
- Žydų karalaitės dienoraštis: romanas. Vilnius: Tyto alba, 2015, 2016.

## Нагороди
- 1986 — Премія Юозаса Грушаса за драму «Lituanica».
- 2000 — Медаль незалежності Литви.
- 2016 — Премія Габріеле Пятявічайте-Біте за роман „Žydų karalaitės dienoraštis“.